# راشل فولر بران
راشل فولر بران (انگلیسی: Rachel Fuller Brown؛ زاده ۲۳ نوامبر ۱۸۹۸ درگذشته ۱۴ ژانویهٔ ۱۹۸۰) یک دانشمند در زمینه شیمی آلی و باکتری‌شناسی اهل ایالات متحده آمریکا بود.